# Rejon bakaliński
Rejon bakaliński (ros. Бакалинский район) – jeden z 54 rejonów w Baszkirii. Stolicą regionu jest Bakali.
100% populacji stanowi ludność wiejska, ponieważ w regionie nie ma żadnego miasta.